# Brousse (Creuse)
Brousse is een gemeente in het Franse departement Creuse (regio Nouvelle-Aquitaine) en telt 26 inwoners (2009). De plaats maakt deel uit van het arrondissement Aubusson.

## Geografie
De oppervlakte van Brousse bedraagt 3,6 km², de bevolkingsdichtheid is dus 7,2 inwoners per km².

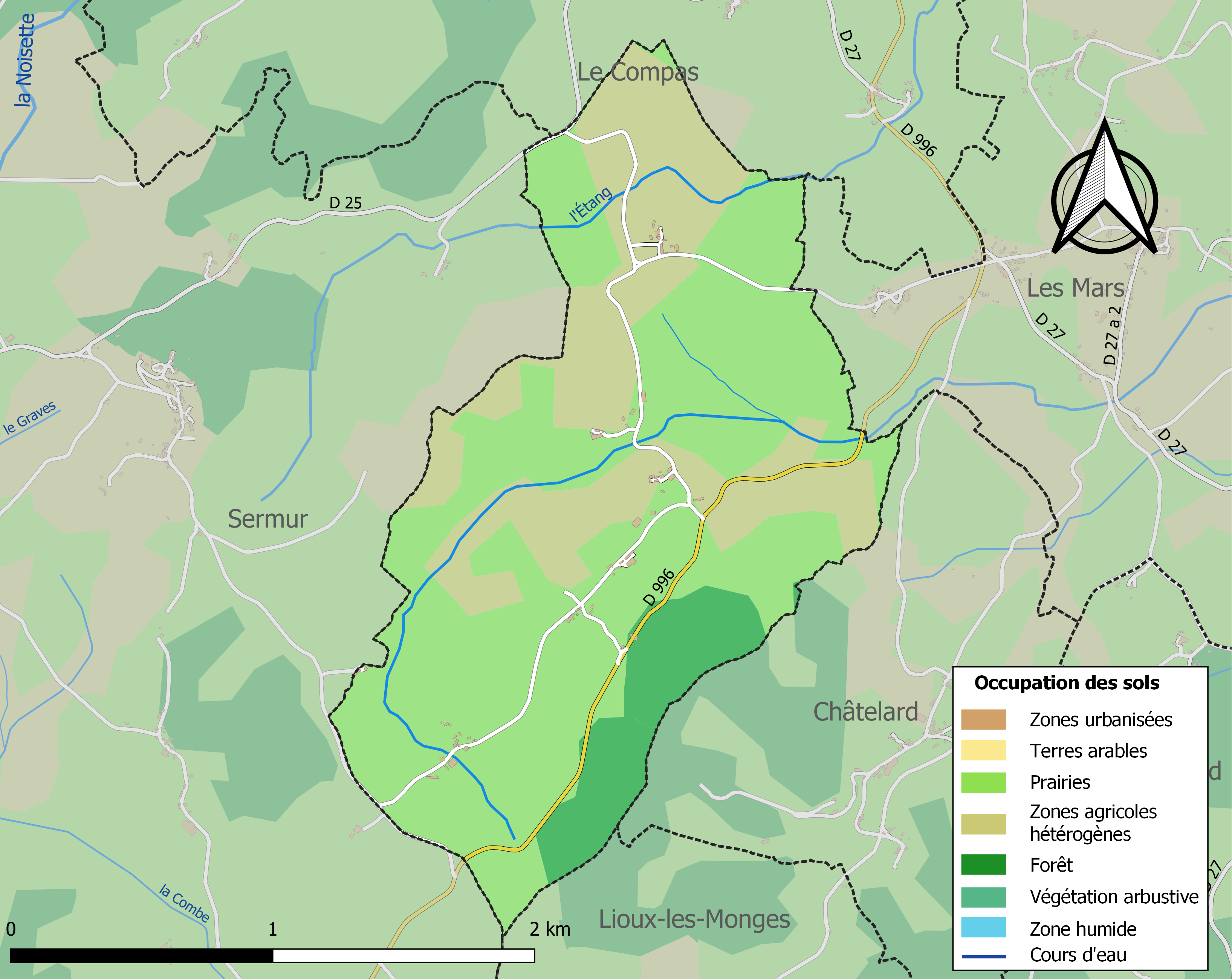
Kaart van de gemeente met de belangrijkste infrastructuur, bodemgebruik en omliggende gemeenten

## Demografie
Onderstaande figuur toont het verloop van het inwonertal (bron: INSEE-tellingen).